# 샌환 제도

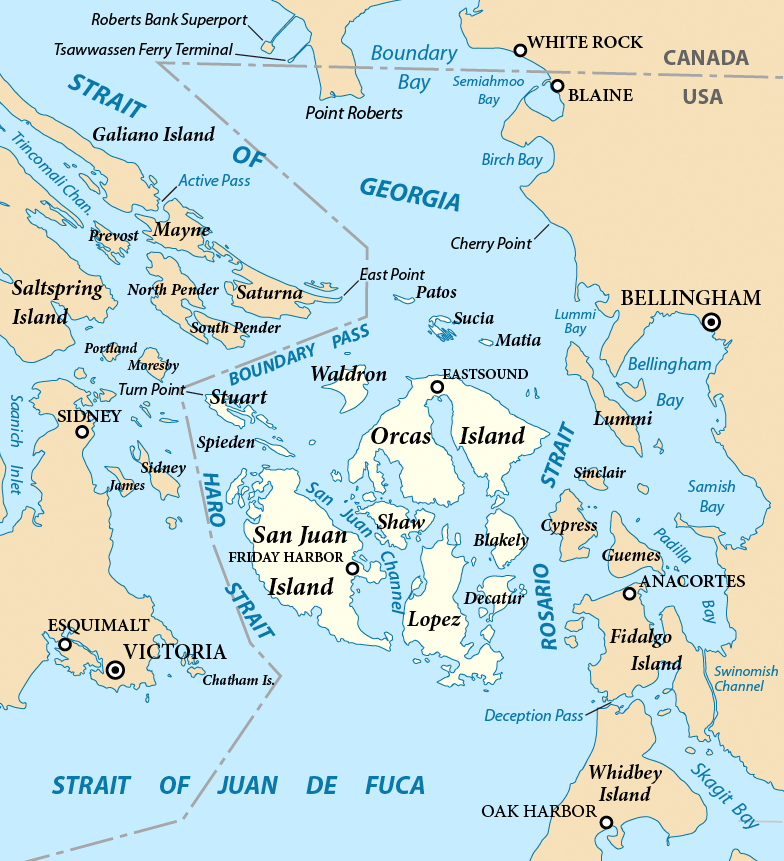
샌환 제도의 지도

샌환 제도(San Juan Islands)는 북아메리카 대륙의 북서부 지방-미국과 캐나다의 국경 지대에 위치한 섬무리(군도)의 하나이다. 이들 섬무리는 미국령이냐 캐나다령이냐에 따라 나뉘는데, 샌환 제도는 미국 워싱턴주에 속하고, 걸프 제도는 캐나다 브리티시컬럼비아주에 속한다. 이 지역에는 약 450개의 섬이 있지만, 이들중 1/6 정도만이 유인도이다. 15개의 섬에는 페리가 운항되어 착륙이 가능하다.